# Колорно
Колорно (італ. Colorno) — муніципалітет в Італії, у регіоні Емілія-Романья,  провінція Парма.
Колорно розташоване на відстані близько 380 км на північний захід від Рима, 95 км на північний захід від Болоньї, 16 км на північ від Парми.
Населення — 9093 особи (2014).
Щорічний фестиваль відбувається 20 липня. Покровитель — Santa Margherita.

## Демографія
Населення за роками:

Станом на 1 січня 2023 року в муніципалітеті офіційно проживав 1471 іноземець з 65 країн, серед них 243 громадяни країн Євросоюзу та 33 громадяни України.

## Сусідні муніципалітети
- Казальмаджоре
- Гуссола
- Мартіньяна-ді-По
- Меццані
- Сісса-Треказалі
- Торриле

## Персоналії
- Джемініано Джакомеллі — бароковий оперний композитор